# Dầu trà beng
Dầu trà beng hay dầu trà ben, dầu đỏ (danh pháp hai phần: Dipterocarpus obtusifolius) là cây thuộc họ Dầu.

## Phân bố
Cây phân bố từ Myanmar, Thái Lan, Lào, Việt Nam, Campuchia đến Malaysia. Tại Việt Nam, cây phân bố từ Kon Tum đến Tây Ninh.

## Miêu tả
Cây dầu trà beng sinh trưởng trong rừng khộp, rừng tre nứa hoặc rừng hỗn giao với thông nhựa hay cây họ Dẻ. Cây có thể cao đến 30 m, đường kính thân có thể đạt 50 cm, cá biệt đến 80 cm, lá hình trứng rộng hoặc hình bầu dục rộng
Tại Việt Nam có một thứ là Dipterocarpus obtusifolius var. subnudus Ryan & Kerr., có đặc điểm riêng là cả cành, lá và đài đều nhẵn.

## Sử dụng
Cây cho gỗ, dầu nhựa và tinh dầu. Gỗ dầu trà beng khá nặng, tỉ trọng từ 750 kg/m³ đến 900 kg/m³ ở độ ẩm 15 %.

## Cây lai
Tại Myanmar và Thái Lan đã gặp con lai tự nhiên giữa dầu trà beng với dầu cát (Dipterocarpus costatus).